# Burg Calvörde
Die Burg Calvörde befindet sich in Calvörde im heutigen Sachsen-Anhalt. Sie wurde im späten 13. Jahrhundert erstmals urkundlich erwähnt. Wegen ihrer Grenzlage zwischen den Territorien Brandenburg, Magdeburg und Braunschweig war sie im späten Mittelalter und der Neuzeit eine häufig umkämpfte Anlage.

## Strategische Lage
Im Raum der oberen Aller und Ohre lagen früher lüneburgische, altmärkische, braunschweigische, magdeburgische und halberstädtische Gebiete benachbart und teilweise durcheinander.
Hier traten mehrere Geschlechter hervor, wie die von Bartensleben, von Alvensleben oder von der Schulenburg. Sie spielten aufgrund ihrer Stellung beiderseits dieser Grenzen eine bedeutende Rolle. Sie besaßen umfangreiche Lehnsherrschaften, was ihnen für lange Zeiträume zu weitgehender Unabhängigkeit verhalf. Einen Hauptstützpunkt in diesem Zusammenhang bildete Calvörde, das am Südende der früher unpassierbaren Sumpfwaldungen des Drömling einstmals den Ohre-Übergang der von Braunschweig in die südliche Altmark führenden Straße bestimmte.

## Geschichte
Calvörde befand sich ursprünglich im Besitz der Grafen von Hillersleben, von denen sie durch Erbrecht an die Regensteinischen Harzgrafen gelangte. Lange kämpften Brandenburg, Magdeburg und Braunschweig um den Ort. Das Städtchen gehörte mit mehreren Dörfern zur Burg und bildete eine Braunschweigische Exklave im später preußischen Gebiet. Vermutlich durch Heirat mit der Erbtochter der 1396 ausgestorbenen Familie von Wedderden, Pfandherren auf Calvörde, gelangte die Herrschaft an die Alvensleben von der Burg Rogätz. Die beiden Besitzstandorte in Calvörde und Rogätz erschwerten die Besitzerhaltung. Die Burgherren dienten oft ihren Landesherren als Geheime Räte. 1542 folgten die Schulenburg den Alvensleben im Pfandbesitz. Danach löste das Haus Braunschweig-Wolfenbüttel die Herrschaft 1571 wieder ein, um sie künftig als Amt verwalten zu lassen. 1608 bis 1615 hatte der Herzog Joachim Karl auf dem Schloss seine Hofhaltung, dabei hatte er sich als Wohltäter im Marktflecken Calvörde erwiesen. Obwohl die Burg im 17. Jahrhundert als Festung ausgebaut wurde, geriet sie bald darauf in Verfall.

## Rekonstruktionsbild
Das frühere Aussehen der Burg ist auf zwei Abbildungen erhalten. Es handelt sich um einen Merianstich und eine noch ältere Ansicht, die sich im Vaterländischen Museum Braunschweig befindet und durch Pläne im Staatsarchiv Wolfenbüttel ergänzt wird.

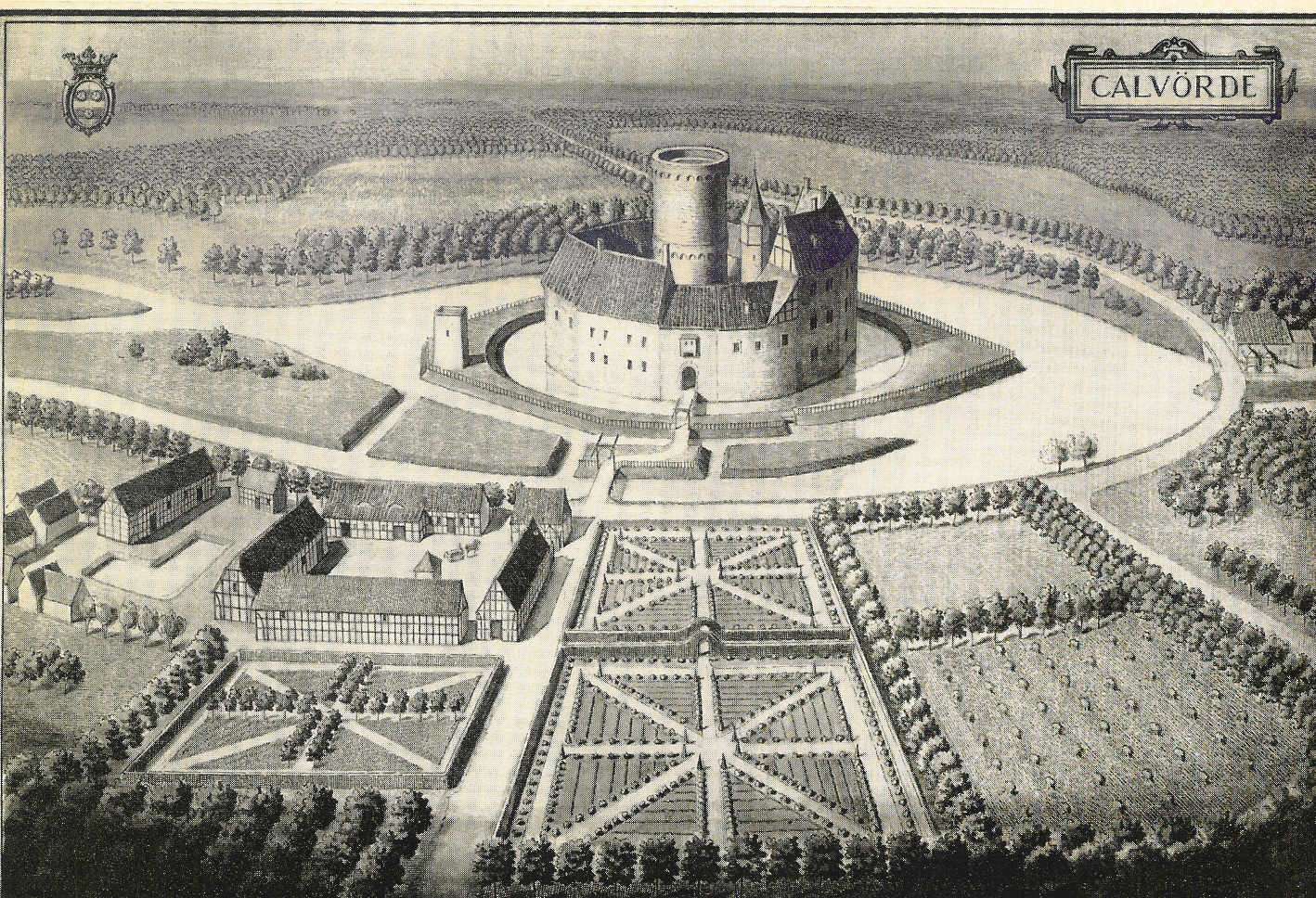
Burg Calvörde um 1600 – Zeichnung von Anco Wigboldus

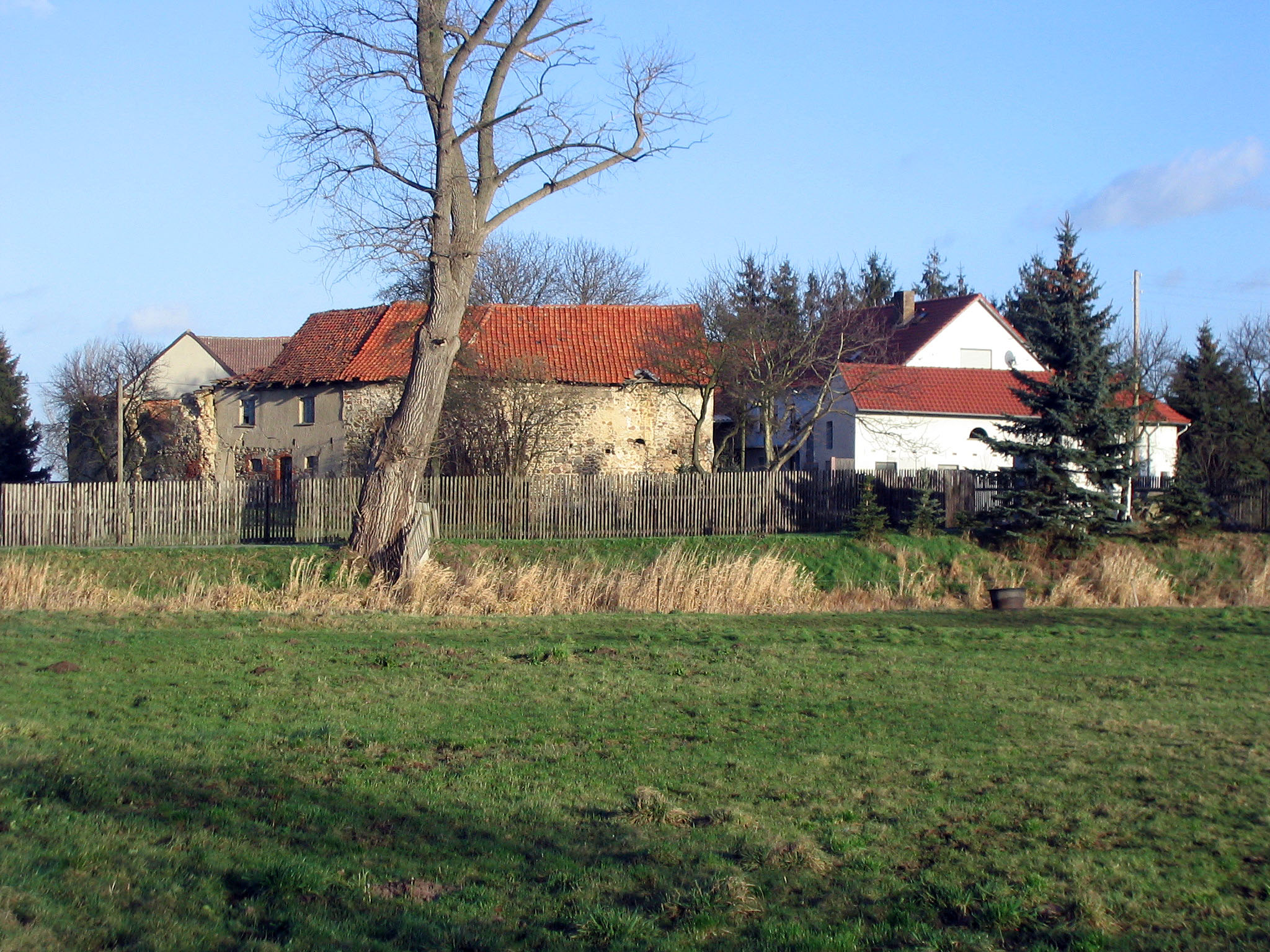
Heutiger Zustand

Die kreisförmige Oberburg ist eine Baugruppe aus verschiedenen Epochen. Sie war durch mehrere Flussarme der Ohre geschützt und über eine Zugbrücke zugänglich. Amtshof, Wassermühle und die sternförmig aufgeteilten Gärten entsprachen dem Zustand im 17. Jahrhundert. Im Halbkreise führt die Straße nach Gardelegen heute wie einst auf dem Staudamm der Ohre vorüber. Der runde Bergfried in der Mitte des Innenhofes war im unteren Teil aus Feldsteinen, im oberen aus aufgemauerten Ziegeln. Er wurde daher „de rode Hinrik“ genannt. Der Turm trug das Alvenslebensche Wappen und enthielt das Burgverlies. Darüber befanden sich in zwei Geschossen die Rüstkammern und die Wohnung des Turmwächters. Die Südostseite der Anlage nahm der dreigeschossige Palas mit gotischem Treppenturm ein. Daran befand sich das Braunschweigische Wappen und eine Inschrift mit Jahreszahl 1590, dem Jahr einer Erneuerung durch Herzog Heinrich Julius. Im Obergeschoss des Palas befanden sich Wohnräume, darüber der Rittersaal und im benachbarten Gebäudeflügel die Kapelle. Im nördlichen Teil waren die Burgmannen untergebracht. Bis zum Torhaus folgten Brauhaus, Backhaus und Kornhaus.
Zinnenkranz und Spitzhelm des Bergfrieds wurden im Dreißigjährigen Krieg zerstört. Weitere Teile der Burg wurden 1737 abgetragen. 1828 wurde die Burg auf Abbruch verkauft, so dass die Burggebäude bis auf unbedeutende Reste verschwunden sind.

## Galerie

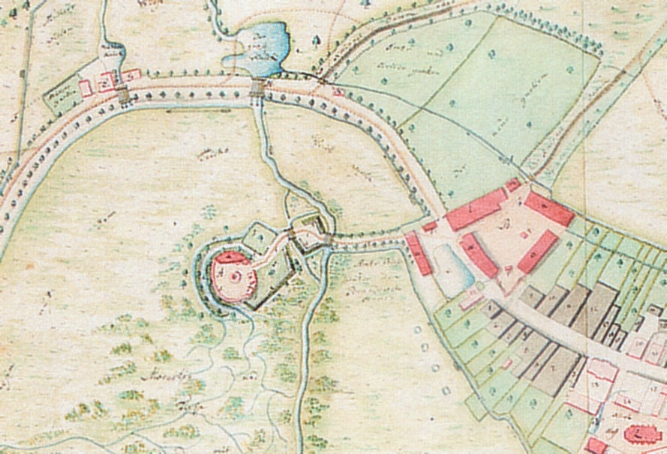
Lageplan von 1745, rechts der Ort Calvörde
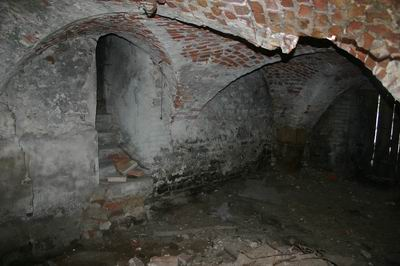
Kellergewölbe in der Burg
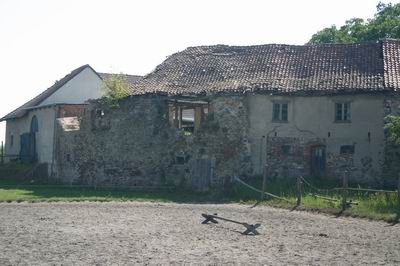
Burggebäude